# Велика Треста
Велика Треста је највиши врх Кучајских планина чија надморска висина износи 1284 метара. Врх се налази на крајњем северу планине на вису Треста, који је од Бељанице одвојен долином Ресаве и њених притока. Као и остали виши врхови Кучајских планина, овај врх је изграђен од кристаластих шкриљаца што представља крајњу супротност крашком рељефу осталог дела Кучаја. Врх Тресте је заобљен услед ерозивног дејства изворишних кракова Ресаве и Војале као и велике количине атмосферских падавина. Поред Велике Тресте, југозападно се налази врх Мала Треста висине 1192 метара.
Административно, Велика Треста је тромеђа општина Деспотовац, Жагубица и града Бора и представља највишу тачку града Бора, а уједно и Борског управног округа.